# Palawan
Palawan is een provincie van de Filipijnen en wordt ook wel genoemd: last frontier van de Filipijnen. Het grootste eiland van de provincie heet eveneens Palawan. De provincie maakt sinds mei 2002 onderdeel uit van regio IV-B (MIMAROPA) en ligt tussen Mindoro en Borneo in. De hoofdstad van de provincie is Puerto Princesa. Bij de census van 2015 telde de provincie ruim 849 duizend inwoners. De provincie heeft een oppervlakte van 17.030,8 km² en is daarmee qua landoppervlakte de grootste provincie van het land.

## Voornemens met betrekking tot de regionale indeling
De provincie Palawan was oorspronkelijk onderdeel van regio IV (Southern Tagalog). In 2001 werd voorgesteld Palawan toe te voegen aan de Autonomous Region of Muslim Mindanao (ARMM), een regio op het eiland Mindanao. Dit voorstel werd bij referendum door de inwoners van de provincie verworpen. 
In 2002 werd Palawan onder president Macapagal-Arroyo bij regio IV-B (MIMAROPA) gevoegd. Enkele jaren later, op 23 mei 2005, werd de provincie Palawan (inclusief Puerto Princesa City ingedeeld bij  Regio VI (Western Visayas) op grond van de  Executive Order 429. Regio IV-B werd hierna MIMARO genoemd in plaats van MIMAROPA. De inwoners van Palawan hadden bezwaren tegen deze indeling, aangezien deze zonder hun inspraak was doorgevoerd. Op 19 augustus 2005 werd door middel van Administrative Order 129 bepaald dat de nieuwe indeling voorlopig ongedaan zou worden gemaakt in afwachting van een implementatieplan voor de indeling van Palawan  bij Regio VI.

## Mensen en cultuur

### Bevolkingsgroepen
Palawan is een smeltkroes van vele culturele groepen en rassen. De meeste mensen zijn van Malay afkomst. Er zijn echter vele minderheidsgroepen, zoals de Tagbanua, de Batak, de Calamianon, de Pala'wan, de Molbog, de Tausug, de Samal-Bangingi en de Jama-Mapun.

### Talen
Op Palawan worden 52 verschillende talen gesproken. De meest gesproken taal is Tagalog. Deze taal wordt door 28 procent van de bevolking gesproken. Andere veelgesproken talen zijn Cuyunin (26%), Pinalawan (11%) en Ilonggo (10%). Daarnaast spreken veel mensen, net als in de overige delen van de Filipijnen, ook Engels.

### Religie

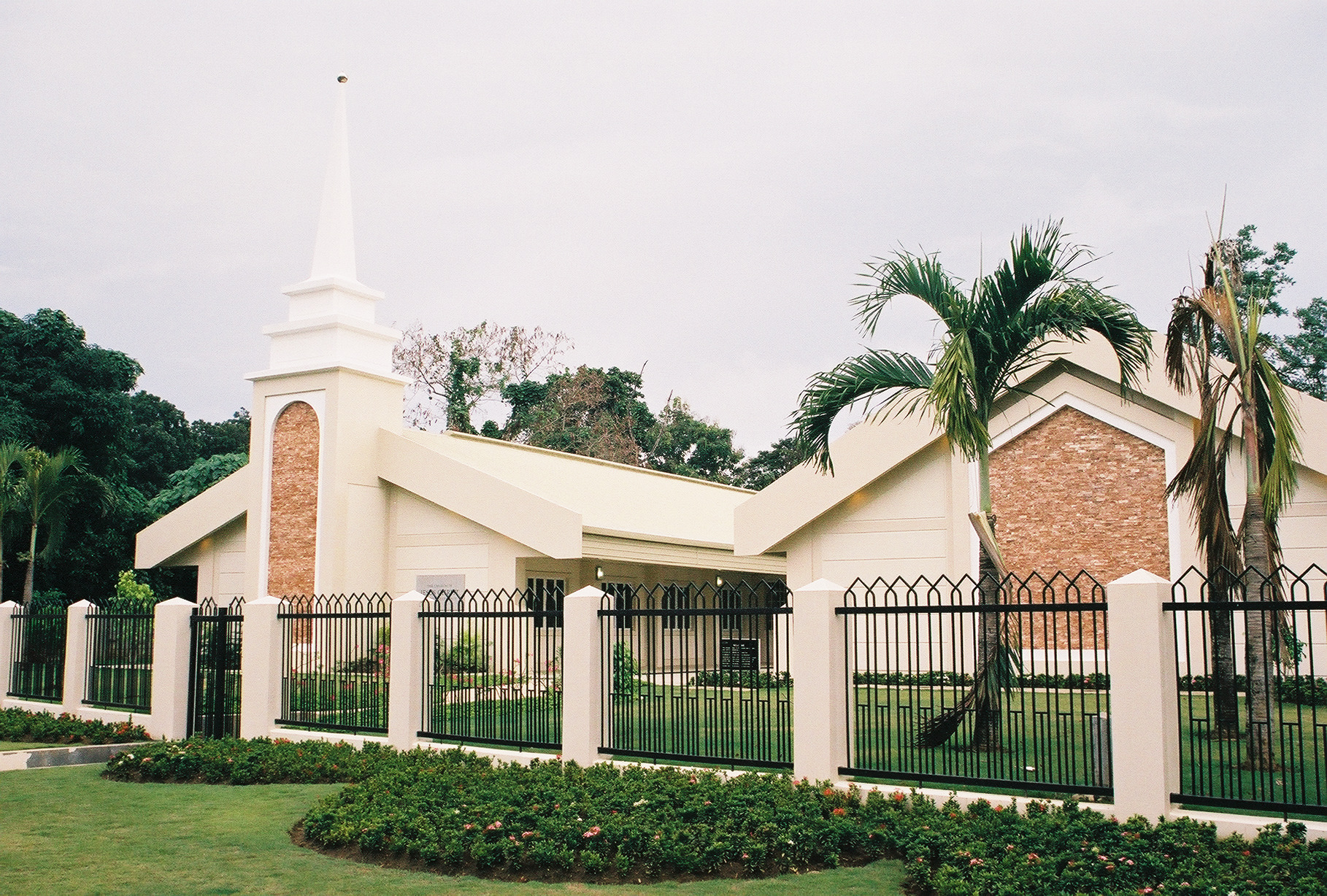
Mormonenkerk aan Malvar St. in Puerto Princesa

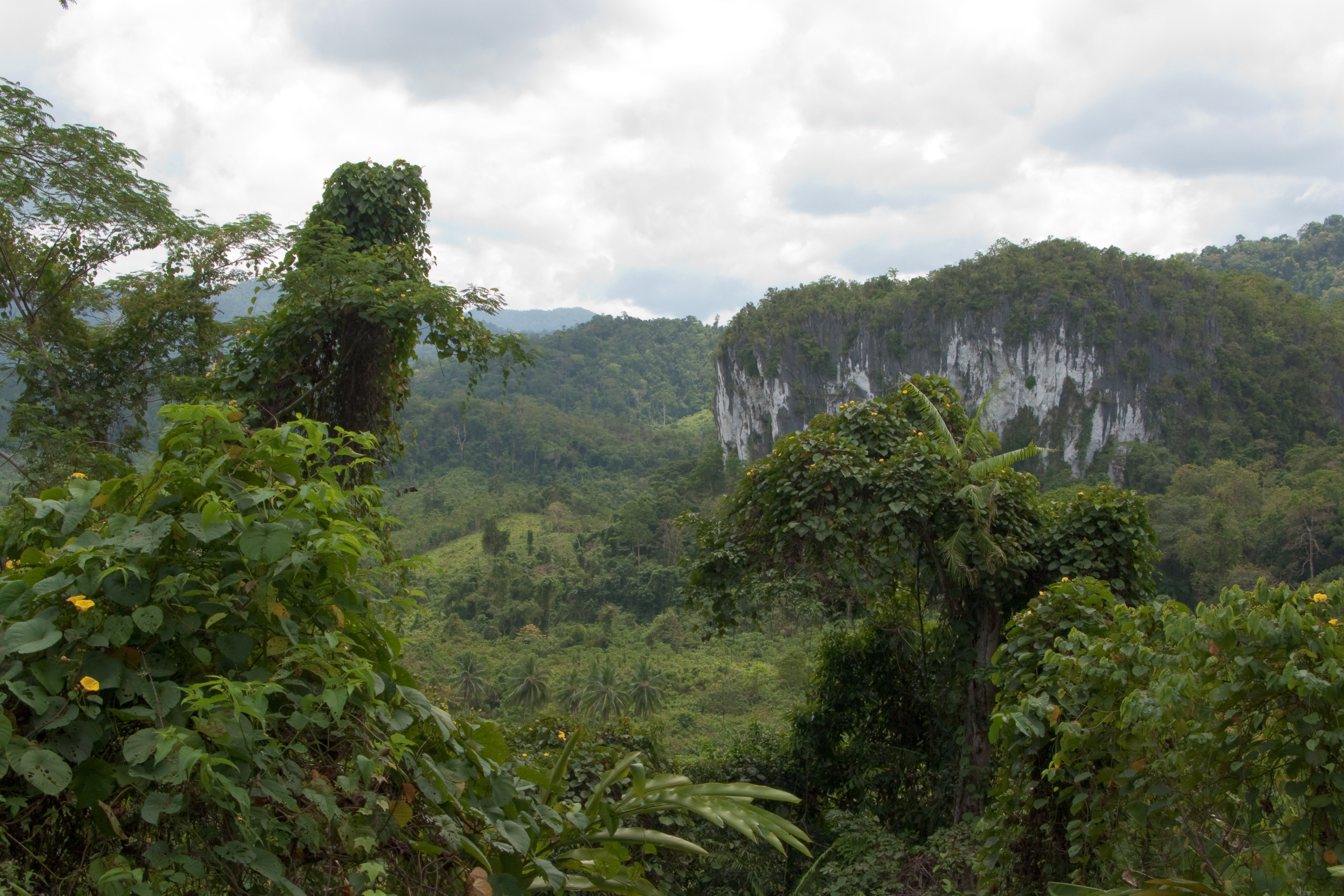
Kalksteenrotsen en regenwoud in het binnenland

De meeste voorkomende religie in de provincie Palawan is het rooms-katholicisme. In de gemeenten in het zuiden komt men ook moslims tegen. In gemeenten als Balabac en Bataraza is de meest voorkomende religie de islam. Naast deze twee religies vindt men in Palawan ook aanhangers van andere religies zoals aanhangers van de International Church of the Foursquare Gospel, mormonen, zevendedagsadventisten, aanhangers van de Iglesia ni Cristo, Jesus Miracle Crusade, Jesus Touch Fellowship, en andere christelijke denominaties. Ook het boeddhisme komt op Palawan voor. Dit geloof wordt voornamelijk beleden door Vietnamese en Chinese immigranten. De meeste etnische minderheidsgroeperingen zoals de Batak en Tagbanwa zijn animist.

## Geografie

### Topografie en landschap
De provincie Palawan is met 14.800 km² de grootste provincie van de Filipijnen. Het eiland Palawan is met 11.785 km² veruit het grootste eiland van de provincie. Daaromheen liggen vele kleinere eilanden. In het totaal behoren tot de provincie ongeveer 1780 eilanden. De Calamianeilanden in het noordwesten bestaan uit onder andere uit Busuanga, Culion en Coron. Het eiland Durangan ligt bij de zuidwestpunt van Palawan; het eiland Balabac ligt iets ten zuiden van Palawan. Verder maken ook de Cuyo-eilanden in de Suluzee deel uit van de provincie en ook de omstreden Spratly-eilanden, die in de Filipijnen de Kalayaan Group of Islands worden genoemd, gelegen een paar honderd kilometer naar het westen in de Zuid-Chinese Zee, horen bij de provincie Palawan.
De kustlijn van het eiland Palawan is bijna 2000 kilometer lang en heeft vele inhammen en baaien. Op de kuststrook na is het landschap heuvel- en bergachtig. Een bergketen met bergen van zo'n 1200 meter hoog loopt over het midden van het hoofdeiland. De hoogste piek daarvan Mount Matalingahan is tevens de hoogste berg van de provincie met 2085 meter. Mount Gantung is de op een na hoogste berg van de provincie met 1788 meter. Daarna volgt Cleopatra's Needle met een hoogte van 1593 meter.

### Bestuurlijke indeling
De provincie Palawan omvat één stad en 23 gemeenten.

#### Stad
- Puerto Princesa

#### Gemeenten
| - Aborlan - Agutaya - Araceli - Balabac - Bataraza - Brooke's Point - Busuanga - Cagayancillo - Coron - Culion - Cuyo - Dumaran | - El Nido - Kalayaan - Linapacan - Magsaysay - Narra - Quezon - Rizal - Roxas - San Vicente - Sofronio Española - Taytay |

Deze stad en gemeenten zijn weer verder onderverdeeld in 432 barangays.

## Demografie
Palawan had bij de census van 2015 een inwoneraantal van 849.469 mensen. Dit waren 77.802 mensen (10,1%) meer dan bij de vorige census van 2010. Ten opzichte van de census van 2000 was het aantal inwoners gegroeid met 255.969 mensen (43,1%). De gemiddelde jaarlijkse groei in die periode kwam daarmee uit op 1,85%, hetgeen hoger was dan het landelijk jaarlijks gemiddelde over deze periode (1,72%).

De bevolkingsdichtheid van Palawan was ten tijde van de laatste census, met 849.469 inwoners op 17030,75 km², 49,9 mensen per km².

## Economie
De meeste inwoners van Palawan zijn arbeiders of boeren. Anderen werken in sectoren zoals het toerisme. Tot het in 1992 verboden werd was de houtkap ook een belangrijke industrie op Palawan.
Palawan is een arme provincie. Uit cijfers van de National Statistical Coordination Board (NSCB) uit het jaar 2003 blijkt dat 52,0% (11.591 mensen) onder de armoedegrens leefde. In het jaar 2000 was dit nog 31,9%. Daarmee is Palawan gestegen naar de 13de plaats op de lijst van provincies met de meeste mensen onder de armoedegrens. Van alle 79 provincies staat Palawan echter 19de op de lijst van provincies met de ergste armoede.

## Fauna

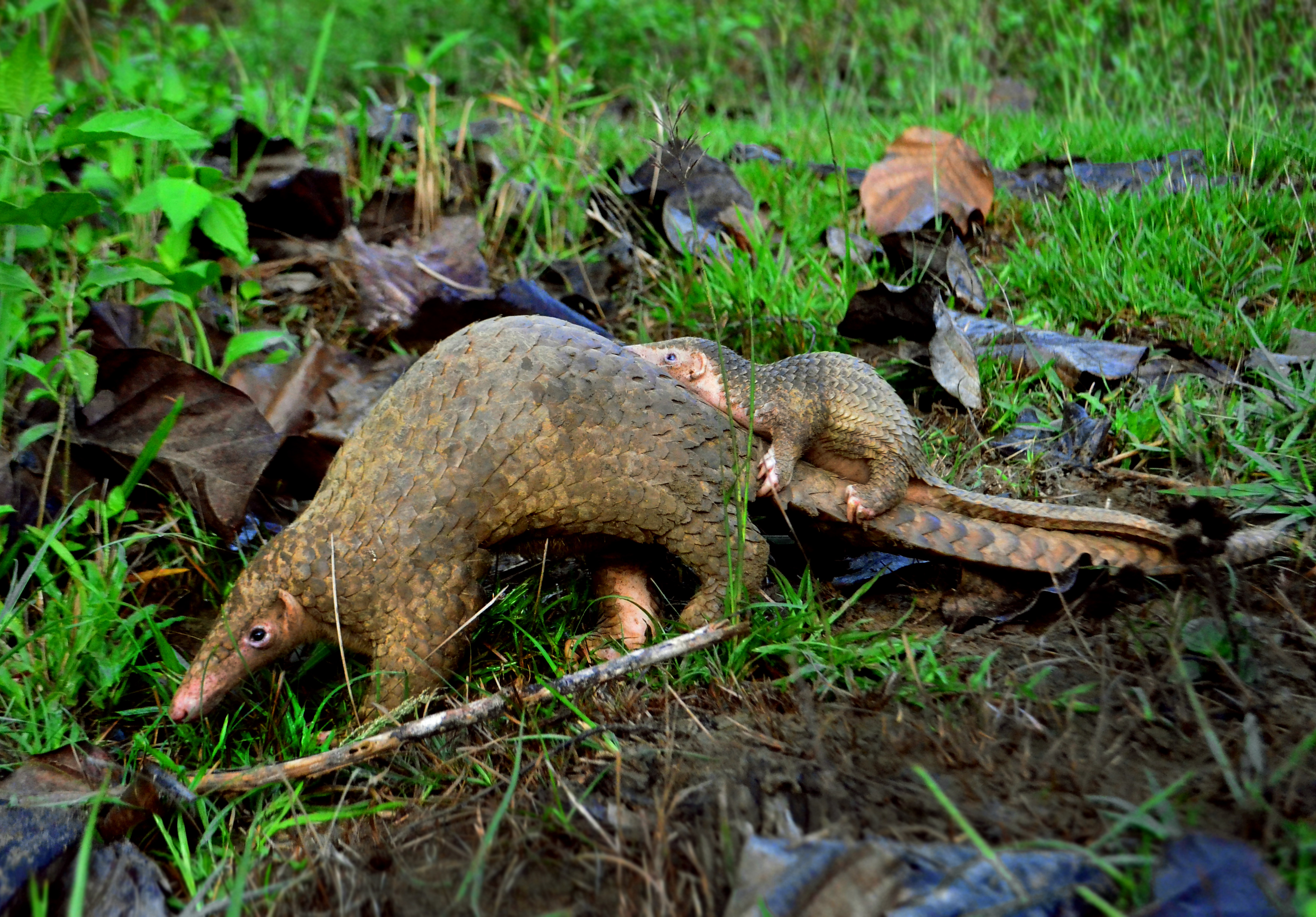
Palawanschubdier met jong

Zo'n 175.000 jaar geleden in het Pleistoceen was de zeespiegel zo laag dat er een landengte ontstond tussen de Filipijnen en de rest van Azië. Deze landengte werd zowel door mens als dier gebruikt om van leefgebied te veranderen. In tegenstelling tot de rest van het land bestond tussen Palawan, enkele omliggende eilanden en de rest van Azië, inclusief de Grote Soenda-eilanden, ook in de jongste ijstijd een mogelijkheid om te migreren. Dit is dan ook de reden dat Palawan bij de indeling van de fauna wordt gescheiden van de rest van de Filipijnen door de zogenaamde Huxley-linie.
Door het stijgen van de zeespiegel na het einde van de laatste ijstijd kregen de vele diersoorten in Palawan de mogelijkheid verder te ontwikkelen zonder invloed van dezelfde diersoorten uit andere gebieden. Hierdoor zijn tegenwoordig 232 endemische diersoorten bekend. Enkele hiervan zijn het Palawanschubdier, Palawanomys furvus, de Filipijnse kaketoe en ondersoorten van de beermarter en de Bengaalse tijgerkat.
Sinds 1992 is het verboden om hout te kappen op Palawan, waardoor het nog resterende oorspronkelijke regenwoud (samen met de hier levende planten en dieren) gespaard is gebleven. Zo leven hier nog steeds koningscobra's, zeldzame soorten papegaaien en meer dan 600 soorten schubvleugeligen
Terwijl de wereldberoemde koraalriffen van Tubbataha en de minder bekende bij Cagayan Island nog in goede toestand verkeren heeft de visserij, die met cyanide en dynamiet werkt, ervoor gezorgd dat de veelzijdige onderwaterwereld bij de westkust van El Nido tot aan Rizal en bij de oostkust bij Taytay en in de Honda Baai volledig verstoord is.
Op het eiland komen de volgende zoogdieren voor:
- Acerodon leucotis (endemisch op Palawan en omliggende eilanden)
- Dwergotter (Amblonyx cinereus)
- Beermarter (Arctictis binturong)
- Naakte vleermuis (Cheiromeles torquatus)
- Chiropodomys calamianensis (endemisch op Palawan en omliggende eilanden)
- Crocidura palawanensis (endemisch)
- Cynopterus brachyotis
- Grottenvleerhond (Eonycteris spelaea)
- Glischropus tylopus
- Haeromys pusillus
- Kortstaartmangoeste (Herpestes brachyurus)
- Hipposideros ater
- Hipposideros bicolor
- Hipposideros diadema
- Hylopetes nigripes
- Filipijns stekelvarken (Hystrix pumila) (endemisch op Palawan en omliggende eilanden)
- Kerivoula hardwickei
- Kerivoula pellucida
- Kerivoula whiteheadi
- Java-aap (Macaca fascicularis)
- Kleine langtongvleerhond (Macroglossus minimus)
- Palawanschubdier (Manis culionensis) (endemisch op Palawan en omliggende eilanden)
- Maxomys panglima (endemisch op Palawan en omliggende eilanden)
- Reuzenoorvleermuis (Megaderma spasma)
- Mops sarasinorum
- Filipijnse stinkdas (Mydaus marchei) (endemisch op Palawan en omliggende eilanden)
- Myotis horsfieldii
- Myotis macrotarsus
- Myotis rufopictus
- Palawanomys furvus
- Loewak (Paradoxurus hermaphroditus)
- Pipistrellus javanicus
- Bengaalse tijgerkat (Prionailurus bengalensis)
- Kalong (Pteropus vampyrus)
- Polynesische rat (Rattus exulans)
- Rattus tiomanicus
- Rhinolophus acuminatus
- Rhinolophus anderseni
- Rhinolophus virgo
- Rousettus amplexicaudatus
- Scotophilus kuhlii
- Müllers rat (Sundamys muelleri)
- Sundasciurus juvencus (endemisch op Palawan en omliggende eilanden)
- Sundasciurus rabori (endemisch)
- Sundasciurus steerei (endemisch op Palawan en omliggende eilanden)
- Baardzwijn (Sus barbatus)
- Taphozous melanopogon
- Palawantoepaja (Tupaia palawanensis) (endemisch op Palawan en omliggende eilanden)
- Kleinkopbamboevleermuis (Tylonycteris pachypus)
- Tylonycteris robustula
- Maleise civetkat (Viverra tangalunga)

## Voetnoten
1. ↑  Oppervlaktecijfers uit 2007, National Statistical Coordination Board (NSCB).
2. 1 2  Persbericht van het Philippine Statistics Authority met de resultaten van de Census van 2015
3. ↑  Armoedestatistieken van het National Statistical Coordination Board (NSCB)